# Base Dakshin Gangotri
Dakshin Gangotri fue la primera estación científica de la India en la Antártida, como parte del Programa antártico indio. Está localizada en el glaciar Dakshin Gangotri a 2500 km del Polo Sur, en la costa de la Princesa Astrid de la Tierra de la Reina Maud.
Fue establecida durante la 3° Expedición Antártica India en 1983-1984, que fue la primera vez que la India envió un equipo para invernar en la Antártida. La base fue construida en 8 semanas por un equipo de 81 personas, y estuvo completa en enero de 1984 con la ayuda del Ejército de la India.

## Descripción
La base se manejaba sin personal utilizando equipamiento construido en la India, accionado por energía solar. La base fue completamente computarizada para registrar todos los datos obtenidos. Fue construida en forma prefabricada y habilitada como una estación permanente. Tenía una terminal de comunicación satelital Inmarsat, y una estación de radio amateur.
La estación estaba dividida in dos secciones, bloques A y B. El bloque A contenía generadores, combustible y suministros, mientras que en el bloque B estaban los laboratorios, cuarto de radio y otras instalaciones.
Tenía una estación meteorológica automática provista por energía solar. La base fue usada para realizar tests sobre ondas de radio en la Antártida. Otras funciones de la Base Dakshin Gangotri incluían observaciones de oceanografía física, química de las aguas de los lagos cercanos, investigaciones biológicas de la tierra y el agua, geología, glaciología y geomagnetismo del área.
En 1984 un sitio para establecer una nueva pista de aterrizaje fue identificado a una distancia de 2 km de la base. Ese mismo año una pequeña estación de campo fue establecida en las colinas para permitir comunicación directa por satélite con la India.
En 1985 se instalaron instrumentos para calcular la velocidad del viento para determinar la factibilidad de obtener energía eólica. También se construyó un garaje para los vehículos de nieve.

## Conversión a base de suministros y reemplazos
La base fue abandonada en 1988-1989 luego de ser sumergida por el hielo. Fue remplazada por la Base Maitri, establecida en una zona climática moderada a una distancia de 90 km, puesta operativa en 1990. Dakshin Gangotri fue finalmente cerrada el 25 de febrero de 1990 y convertida en base de suministros.
En 1991 la 11° Expedición Científica India a la Antártida realizó observaciones simultáneas sobre geomagnetismo en Dakshin Gangotri, Maitri, y Payer, usando sensores.